# Soliva stolonifera
Soliva stolonifera là một loài thực vật có hoa trong họ Cúc. Loài này được (Brot.) R.Br. ex G.Don miêu tả khoa học đầu tiên năm 1830.